# Bridgewater (Kanada)
Bridgewater – miasto (town) w kanadyjskiej prowincji Nowa Szkocja, w hrabstwie Lunenburg, podjednostka podziału statystycznego (census subdivision). Według spisu powszechnego z 2016 obszar miasta to: 13,63 km², a zamieszkiwało wówczas ten obszar 8532 osoby, tyle samo osób zamieszkiwało cały obszar miejski (population centre).
Miejscowość, która powstała w następstwie rozwoju akcji osadniczej w rejonie przeprawy przez LaHave River (inicjowanej przez lokalnego polityka Josepha Pernette'a) w niedługi czas po założeniu Lunenburga, otrzymała nazwę właśnie od miejsca przeprawy mostowej nad rzeką LaHave River, w 1899 otrzymała status miasta (town).